# Nationaal Forum voor de introductie van de euro
Vanuit het Nationaal Forum voor de introductie van de euro (NFE) vond de voorbereiding voor de invoering van de euro in Nederland plaats.
In februari 1996 werd in Nederland door de ministerraad het Nationaal Forum voor de introductie van de euro ingesteld. Hierin participeerden vertegenwoordigers van verschillende maatschappelijke geledingen. Samen werd aan de gezamenlijke verantwoordelijkheid voor de invoering van de euro vormgegeven. Het NFE richtte zich op de uitwisseling van informatie en beoogde te bevorderen dat de overgang voor burgers, bedrijfsleven en overheid soepel, efficiënt en zonder onnodige kosten zou verlopen.
In 2002, na de invoering van de euro, werd het NFE opgeheven.
In het NFE waren vertegenwoordigd:
- Amsterdam Exchanges (tot 1 juli 1999)
- CNV
- Consumentenbond
- FNV
- LTO
- MKB-Nederland
- De Nederlandsche Bank
- Nederlandse Vereniging van Banken
- Ministerie van Economische Zaken
- Ministerie van Financiën (voorzitter)
- Projectbureau euro pensioenfondsen
- Raad Nederlandse Detailhandel
- Unie MHP
- Verbond van Verzekeraars
- VNG
- VNO-NCW

## Voorlichtingscampagne
De voorlichting over de invoering van de euro in Nederland vond plaats onder de vlag van het Nationaal Forum. Al direct na de oprichting verschenen de eerste brochures.
In 1998 was het eerste tv-spotje op de buis waarin de burger werd voorbereid op de komst van de euro.  De campagne, die in totaal 6 jaar duurde en zo'n 25 verschillende tv-spotjes bevatte, tientallen radiospots en honderden advertenties, was de grootste voorlichtingscampagne die ooit door de Nederlandse overheid is uitgevoerd.
Bijzonder aan de campagne was de aandacht die allerlei kleinere doelgroepen kregen, die normaal in campagnes worden overgeslagen. Er waren brochures in 5 talen, in braille, voor verstandelijk gehandicapten en er werd zelfs een tv-spot in gebarentaal gemaakt.
De zes jaar durende campagne is (in opdracht van het ministerie van Financiën) uitvoerig beschreven in het boek "Van gulden naar euro in 21 interviews, de voorlichtingscampagne 1996-2002", geschreven door Jeannine Liebrand, huidig lid van de Provinciale Staten van Gelderland.